# 18426 Maffei
18426 Maffei è un asteroide della fascia principale. Scoperto nel 1993, presenta un'orbita caratterizzata da un semiasse maggiore pari a 2,3793114 au e da un'eccentricità di 0,1743231, inclinata di 2,83509° rispetto all'eclittica.
L'asteroide è dedicato all'astrofisico italiano Paolo Maffei.